# Anne-Elisabeth Gottrau
Anne-Elisabeth Gottrau (* 25. Dezember 1607 in Freiburg im Üechtland; † 26. November 1657 ebenda) war eine Schweizer Mystikerin und Zisterzienserin, die im Ruf einer Heiligen starb. Von 1654 bis 1657 folgte sie als Äbtissin Anne Techtermann (1607–1654) in der Abtei Magerau nach, in die sie 1623 eingetreten war.

## Leben

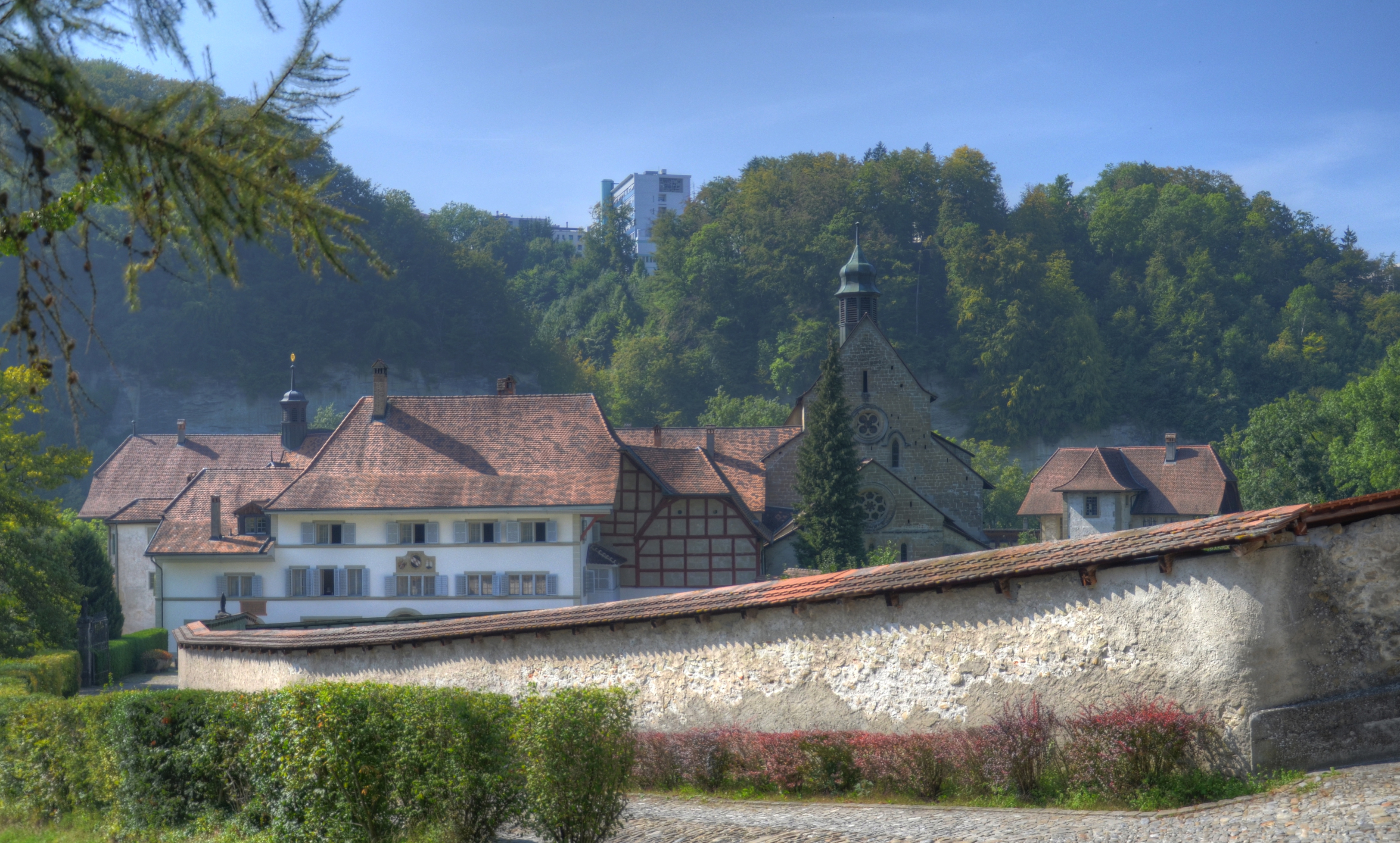
Abtei Magerau (2011)

Anne-Elisabeth Gottrau wurde als Tochter des Jost, Mitglied des Rats der Zweihundert, und der Elisabeth de Reyff 1607 geboren. 1623 trat sie in die Zisterzienserinnenabtei La Maigrauge/Magerau ein. Sie nahm 1625 das Ordenskleid und legte 1627 die Ordensgelübde ab. Sie wurde zunächst Organistin der Abtei, im Jahr 1630 dann Subpriorin. Weitere Stationen waren 1634 Novizenmeisterin und 1643 Priorin. 1654 wurde sie zur Äbtissin gewählt. In La Maigrauge werden zahlreiche ihrer geistlichen Schriften aufbewahrt; hierbei handelt es sich mehrheitlich um unveröffentlichte Manuskripte.
Anne-Elisabeth Gottrau starb wenige Wochen vor der Vollendung ihres 50. Lebensjahres in Freiburg.